# Berberis weddellii
Berberis weddellii är en berberisväxtart som beskrevs av Wilibald Lechler. Berberis weddellii ingår i släktet berberisar, och familjen berberisväxter. Inga underarter finns listade i Catalogue of Life.